# یوشیهیسا هیرانو
یوشیهیسا هیرانو (انگلیسی: Yoshihisa Hirano; ۷ دسامبر ۱۹۷۱ – ) موسیقی‌دان اهل ژاپن بود.